# Feidiás
Feidiás (řecky Φειδίας; asi 490 př. n. l. – asi 430 př. n. l.) byl antický řecký sochař klasického období. Patří k nejvýznamnějším světovým sochařům.
Narodil se v Athénách v době řecko-perských válek. Sochařství se vyučil v sochařské dílně v Argu na Peloponésu.
Potom, co se stal samostatným sochařem, pracoval pro své rodné město, které bylo po válce velmi poničené, na jeho zvelebení (socha Apollóna Parnopia, Athéna Promachos, Athéna Lémnia, aj.). Kromě své práce, tak jako každý občan, se účastní athénského kulturního a politického života, který má též veliký vliv na jeho dílo (socha básníka Anakreónta, Eleusinský reliéf). Přátelil se s vůdcem athénského lidu Periklem a ten jej pověřil dohledem nad rozsáhlou obnovou athénské Akropole.
Nejvýznamnějším jeho dílem na Akropoli byla kultovní socha Athény Parthenos, a také návrh a částečně i realizace chrámu Parthenónu, kde byla jeho socha umístěna. Po nuceném odchodu z Athén se usadil v Olympii, pro jejíž chrám vytvořil své nejslavnější dílo: Dia Olympského, který byl považován za jeden ze sedmi divů světa. Zemřel pravděpodobně v Olympii nedlouho poté.

## Feidiův život

### Feidiovo dětství a mládí
Narodil se v Athénách jako syn svobodného občana Charmida. Nemáme konkrétní zprávy o jeho dětství, ale jistě se nelišilo od dětství jiných dětí svobodných občanů. Slýchával pověsti o Héraklovi, o statečném boji Řeků u Tróje, o Odysseově cestě domů - obraz společenství bohů a lidí stvořených k jejich obrazu. Báje jsou také školou vlastenectví, a historii rodného města poznával skrze pověsti o Théseovi, zakladateli Athén.
Jako malý chlapec prožil evakuaci athénských žen a dětí do Troizenu na Peloponésu a po návratu do města po bitvě u Salamíny je shledal vypleněné a spálené perskými vojsky.
V této době se dostalo malému Feidiovi i základního vzdělání. Učil se číst, psát, základním počtům, ale také hudbě a zpěvu, a samozřejmě provozoval atletická cvičení spojená s brannou výchovou. Pozorování těl druhů při cvičení mělo jistě velký význam pro jeho budoucnost sochaře. Učil se recitovat Homérovy verše, které mu svým uměním zostřily
obraz ze starých bájí.

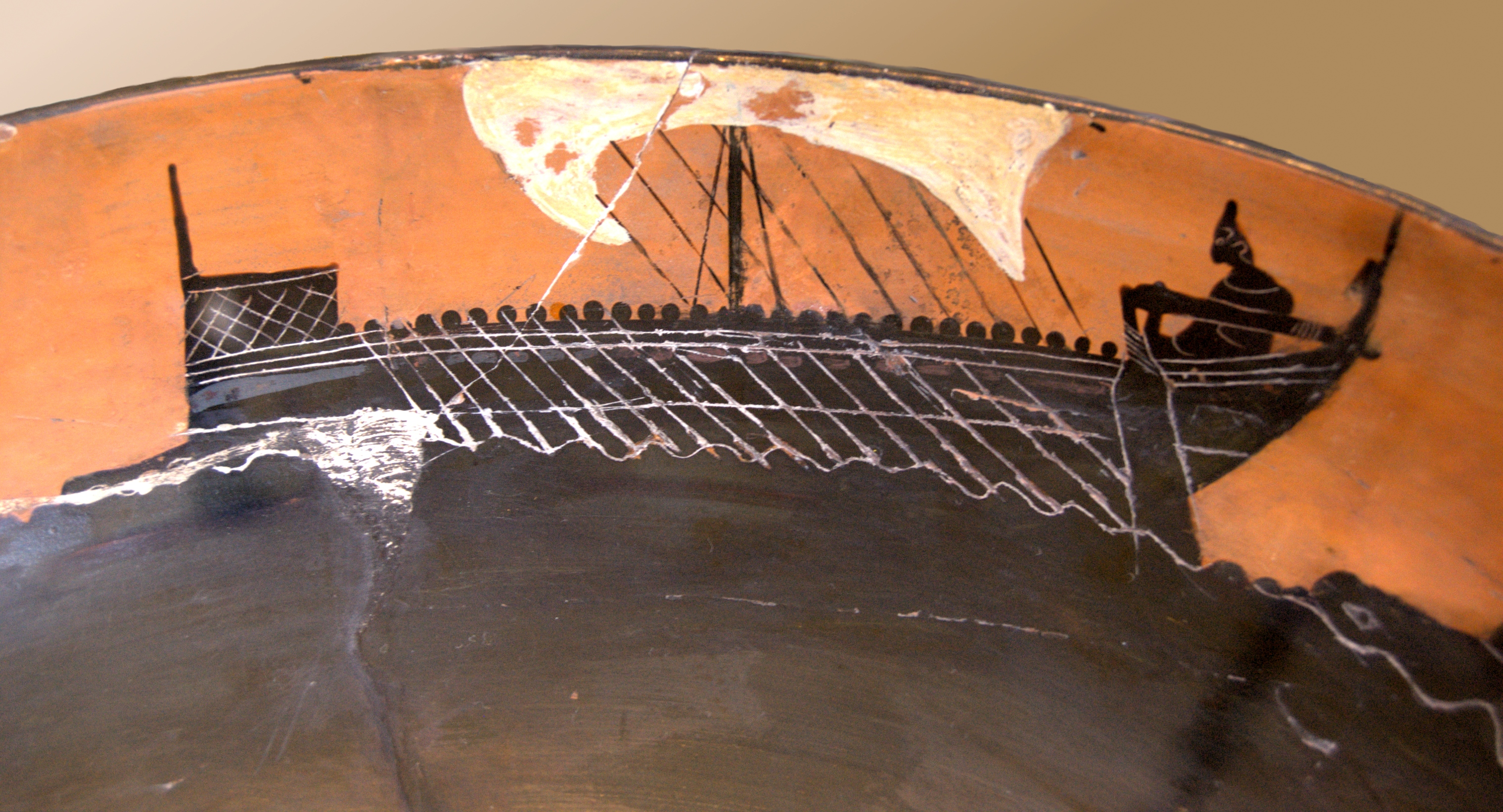
Řecká válečná veslice, Cabinet des Médailles (BNF) - Paris - France

V osmnácti byl povolán do armády, kde se seznámil s jízdou na koni - ke koním měli Řekové velmi vřelý vztah, a možná se účastnil i následných bojů s Peršany. Bezpochyby přiložil ruku k dílu při horečném opevňování města všeobecnou pracovní povinností.
Tradice říká, že Feidiás se učil sochařskému řemeslu ve městě Argu na Peloponésu. Jeho mistrem mohl být sochař Hegias, který v té době ve městě působil. Žákem známé argejské školy byl i Feidiův mladší vrstevník Polykleitos. Dalším z možných Feidiových učitelů je i attický sochař Euenor. Nemáme zprávy o jeho nejstarších dílech z tohoto období. Bezpochyby začínal jako učedník a pomáhal zkušenějším pomocníkům svého mistra a postupně se sám stával pomocníkem a posléze jeho spolupracovníkem. Mezi některými anonymními díly z tohoto období může být i Feidiova práce.

### Sochař v Athénách
V šedesátých letech 5. století př. n. l. působí již Feidiás jako samostatný sochař v Athénách. Víme to proto, že mu byla svěřena významná práce pro obec. Jeho úkolem bylo vytvořit sousoší pro Delfy, jako projev vděčnosti Delfskému Apollónovi po bitvě u Marathónu. Zahrnovalo třináct bronzových soch: Apollóna, Athénu, deset mytických hrdinů a vítěze od Marathónu - Miltiada. Miltiadovu přítomnost v sousoší a vznik celého sousoší bezpochyby podnítil tehdejší vedoucí politik Athén a Miltiadův syn Kimón, kterému občané nedovolili oslavit otce přímo v Athénách. Je to první Feidiovo dílo, které můžeme časově určit, a to do první poloviny šedesátých let. V Delfách se zachovaly jen zbytky jejího podstavce a sochy byly možná zkopírovány římskými kopisty. To že Feidiás tuto zakázku získal svědčí o tom, že byl již velmi uznávaným umělcem. Při práci v Delfech měl Feidiás také mnoho příležitostí seznámit se s díly svých předchůdců a kolegů, věnovaných obcemi celého Řecka.
Další sochy Feidiových začátků známe jen podle názvu: Hermes Pronaos v Thébách, Athéna v Palléně - první Feidiova ze zlata a slonoviny a další, předstupeň jeho pozdějších chrselefantinových děl, osmimetrová socha z mramoru s pozlaceným dřevěným rouchem pro město Plataje, spojence Athén od Marathónu.
Další Feidiovo dílo se zachovalo v mnoha římských kopiích. Jedná se o sochu Apollóna Parnopia - hubitele kobylek (viz).
V této době došlo v Athénách k upevnění demokracie, což se samozřejmě neobešlo bez odporu aristokratů. Efialtés, čelný demokratický politik, byl zavražděn a do popředí se dostal Perikles, jehož pozice však byla dalšími útoky oslabována. Jeho přívrženci byli ostrakizováni, když aristokraté hráli na nedůvěru athénského lidu k výjimečným osobnostem. Posléze byl ostrakizován i vůdce aristokratů Kimón a začala Periklova doba.

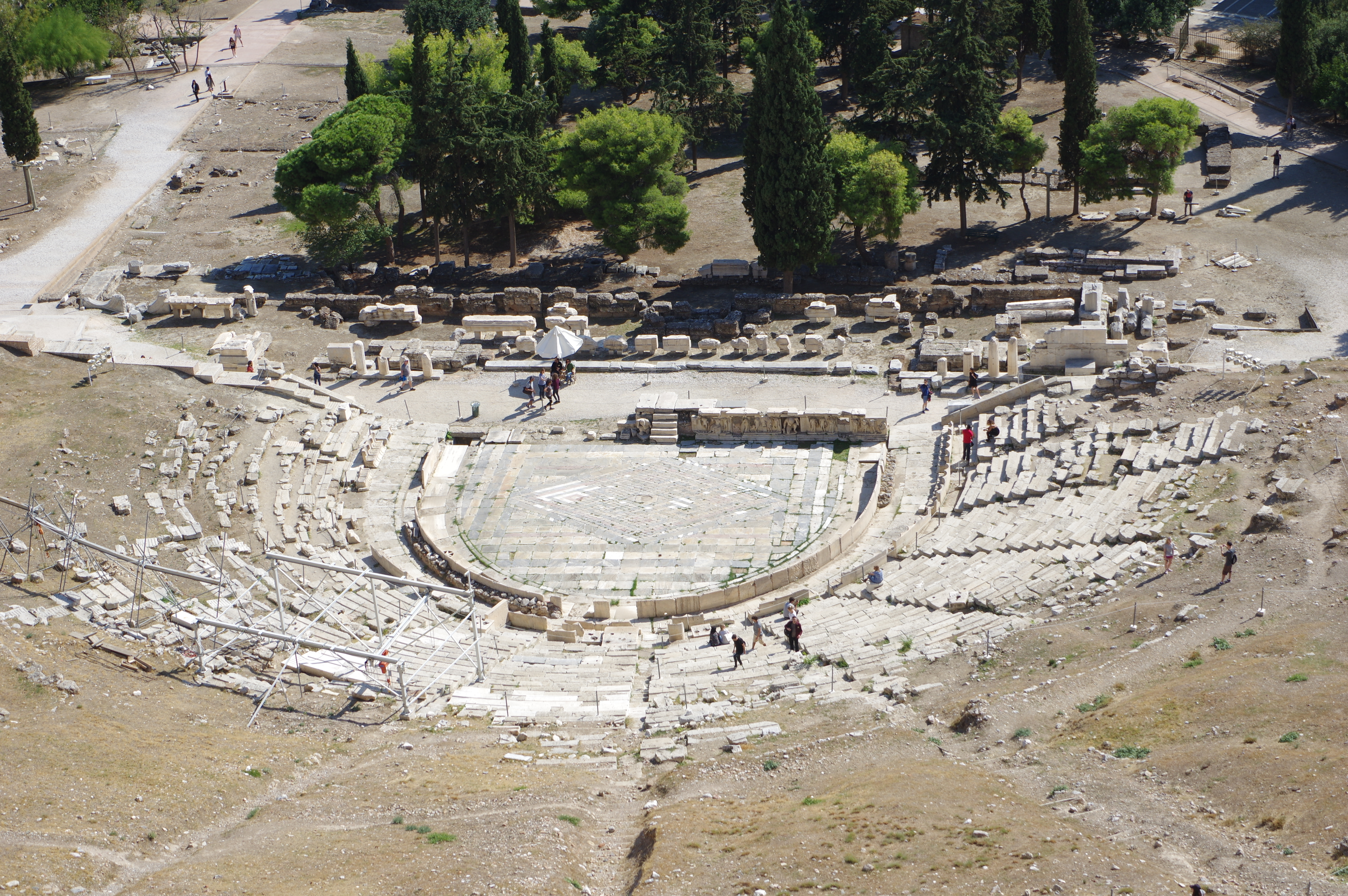
Současný pohled na Athény s Dionýsovým divadlem v popředí

V takové situaci se tedy občan Feidiás účastnil rokování ve sněmu, pravděpodobně zastával některé běžné funkce. Účastnil se i obřadů a slavností, jako například panathénajské slavnosti - slavnosti patronky města Athény, jejich součástí byly závody a průvod všeho obyvatelstva na Akropol, kde bylo Athéně předáno vyšívané roucho - peplos. Další slavností byly např. Eleusínská mystéria - starý zemědělský kult, slavnosti Démétry, slavnosti Dionýsa s divadelním představením a svátek mrtvých. Forma těchto slavností byla náboženská, ale cílem oslava obce.
Někdy před polovinou století se Feidíás blíže seznámil s Periklem a stali se přáteli. Seznámil se také s dalšími přáteli Perikla: Hérodotem, Sofoklem, Euripidem, Anaxagorem aj. Tehdy vytváří sousoší Periklova otce Xanthippa a básníka Anakreonta. V římské kopii se zachoval pouze Anakreón (viz).
Perikles si tak nejspíše Feidia vyzkoušel, než jej pověřil rozsáhlejší prací a to nejprve na dvou bronzových sochách Athény. První byla dokončena ještě před polovinou století - devítimetrová Athéna Enhoplos pozd. Promachos. Druhá byla Athéna Lemnia (asi 449 př. n. l.). Obě stály na Akropoli (viz).
V té době Perikles zahájil rozsáhlou přestavbu Athén. Rozšiřovalo se opevnění, budovaly se praktické stavby jako kanály, nebo obilná tržnice Piraeu. Na svahu Akropole bylo vybudováno Odeion pro hudební představení a chrámy Héfaista a Afrodíty, pro který vytvořil Feidías sochu. Také socha Matky bohů na náměstí byla Feidiovým dílem. Do tohoto období po polovině století spadá i vznik tzv. Eleusinského reliéfu vyšlého z Feidiovy dílny (viz).

### Přestavba Akropole a chrám Parthenon

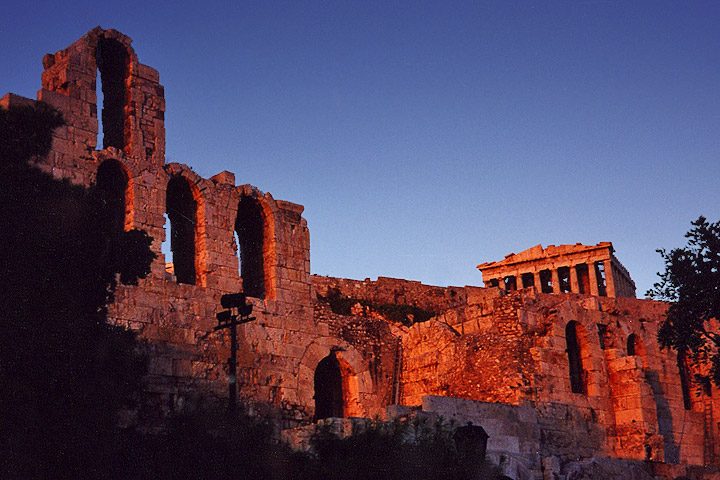
Akropolis

Roku 455 př. n. l. začala rozsáhlá rekonstrukce Akropole, dominanty a posvátného místa Athén, kde Athéna vyhrála svoji soutěž o Attiku s Poseidónem a odkud shlížela na svůj lid. Bylo rozhodnuto, že nejvíce úsilí se musí věnovat výstavbě hlavního Athénina chrámu Parthenonu. Stavba byla zahájena r. 477 př. n. l. na jižní straně Akropole. Plán navrhl Íktinos a stavbu vedl architekt Kallikratés. Avšak hlavní dohled nad stavbami na Akropoli svěřil Perikles Feidiovi. R. 442 př. n. l. již stály sloupy, potom Feidiova dílna osadila metopy a r. 438 př. n. l. byla stavba hotova. Tehdy také Feidiás dokončil dvanáctimetrovou sochu Athény ze zlata a slonoviny a o velkých panathénajských slavnostech byl chrám zasvěcen. Osazení velkých soch do štítu a umístění části vlysu bylo dokončeno až r. 432 př. n. l. Athény se staly nejvýstavnějším městem Řecka.

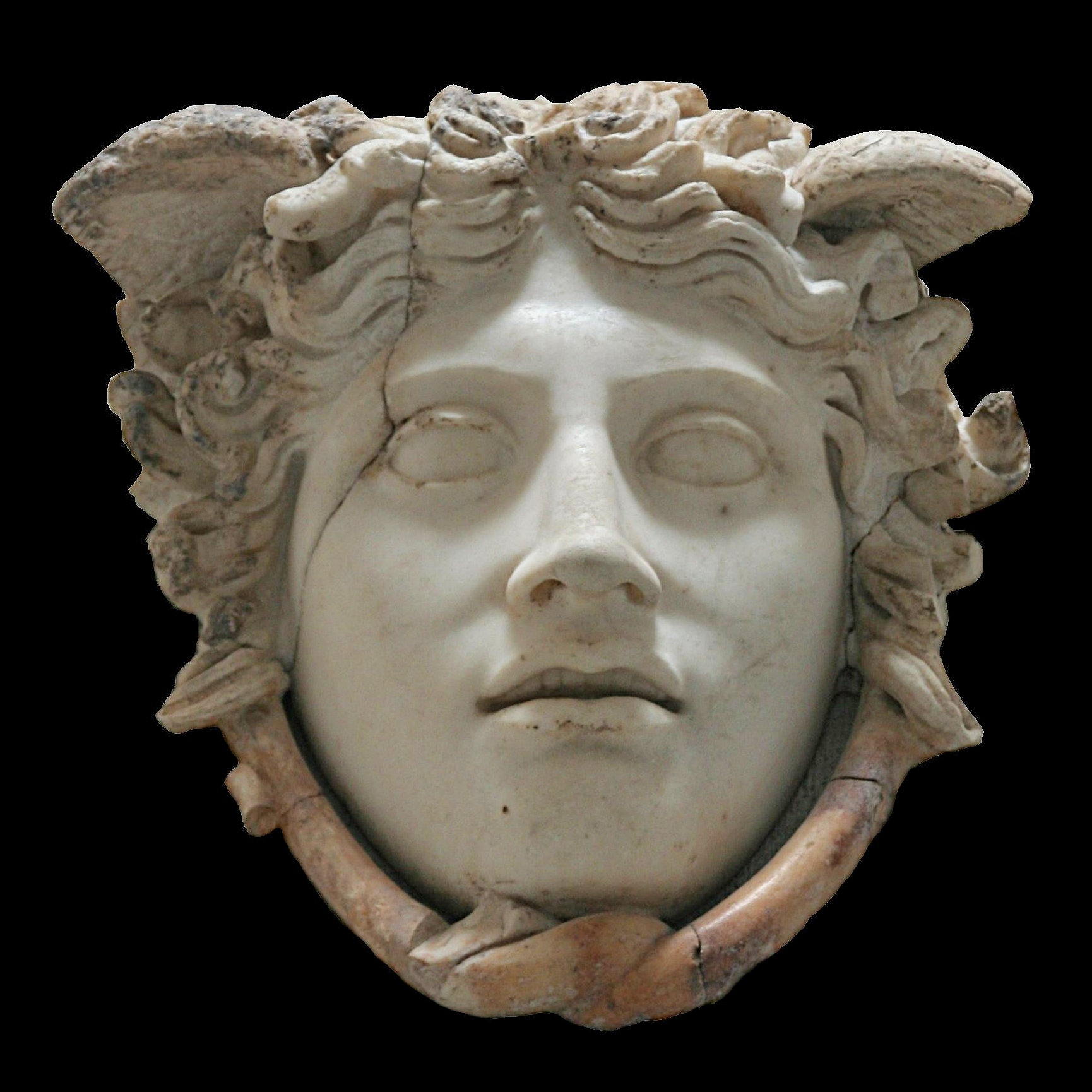
Hlava Medúzy - fragment reliéfu na Parthenónu

Feidiás měl velký vliv na obnovu Akropole. Ideový program měl určený - byla jím oslava obce a demokracie a dílo nebylo individuálním výtvorem, ale spoluprací řady umělců i prostých dělníků. Feidiás měl také podíl na návrhu chrámu, kam měla v budoucnu přijít jeho socha, která sama pro svoji velikost vyžadovala spolupráci mnoha osob. Vůdčí úloha Feidiova v umělecké výstavbě tehdejší Athén je však nepopiratelná.

### Odchod z Athén a dílna v Olympii

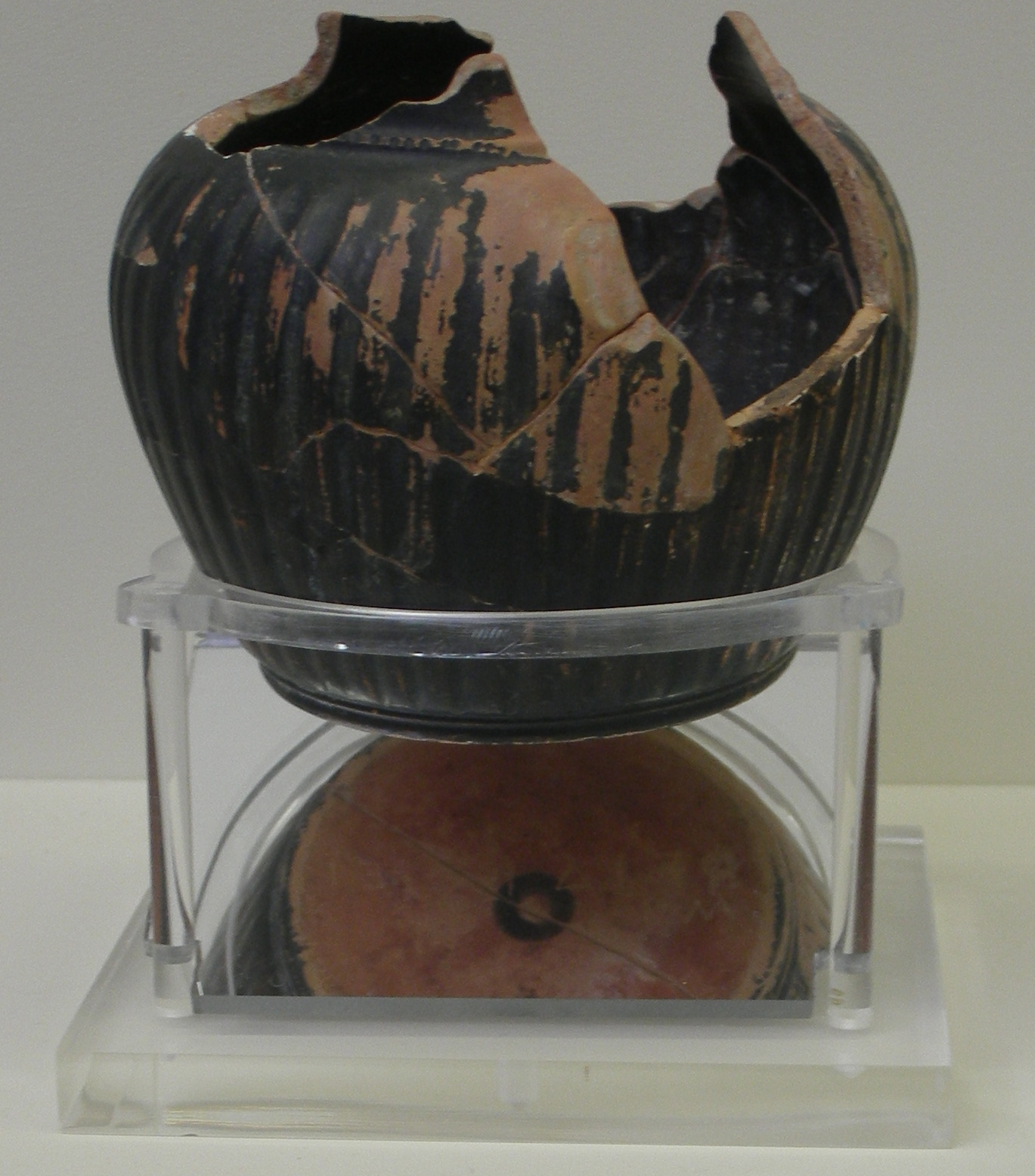
Oinochoé s nápisem ΦEIΔIO EIMI (patřím Feidiovi). 2 pol. 5. století př. n. l., Archeologické muzeum v Olympii

Koncem třicátých let, kdy byl Feidiás na vrcholu tvůrčích sil, byl obžalován z defraudace, bezbožnosti a veřejného pohoršení (r. 432). Dokonce byl uvrhnut do vězení.
Útok na Feidia byl samozřejmě prostředkem k oslabení Periklovy pozice, jako se to stalo u jiných Periklových druhů.
Co se týká obvinění z pohoršení, tak jeho předmětem bylo tvrzení, že do své dílny láká athénské ženy a dívky, aby je vydal Periklově prostopášnosti. Dává nám to doklad o tom, že pravděpodobně využíval živých modelů, které se staly běžnými až ve 4. století př. n. l.
Hlavním obviněním však byla zpronevěra prostředků určených na velkou sochu Athény. Její zlatý šat však bylo možno sejmout a dokázat tak převážením Feidiovu nevinu. Byl tedy obžalován ze zpronevěry slonoviny, jejíž přesná evidence byla nemožná. Zdaleka nejhorším obviněním bylo, že Feidiás na štítu bohyně zobrazil v postavách Thésea a Daidala podobu přítele Perikla a svoji. Občanský kolektiv Athén totiž ostře odmítal takové znázornění individuí. Vida, že soud nemůže dopadnout dobře, Feidiás opustil Athény a uchýlil se do Olympie, kam byl pozván, aby vytvořil kultovní sochu Dia.
Odchodem z Athén umělcova tvorba neustala. V Olympii, kde si založil sochařskou dílnu, jejíž zbytky byly objeveny, vytvořil několik soch atletů, a účastnil se sochařské soutěže v Efesu, mj. proti Polykleitovi, kde získal druhou cenu. Tito dva umělci na sebe vzájemně působili již během práce v Athénách.
Posledním a nejslavnějším Feidiovým dílem je socha Dia (viz). Byla provedena chryselefantinovou technikou jako Athéna pro Parthenon. Stala se důstojným závěrem díla největšího klasického sochaře. Tato socha byla později označena jako jeden ze sedmi divů světa.
Po vytvoření této sochy nejsou o Feidiovy žádné další spolehlivé zprávy. Patrně zemřel v Olympii nedlouho poté.

## Feidiovo dílo

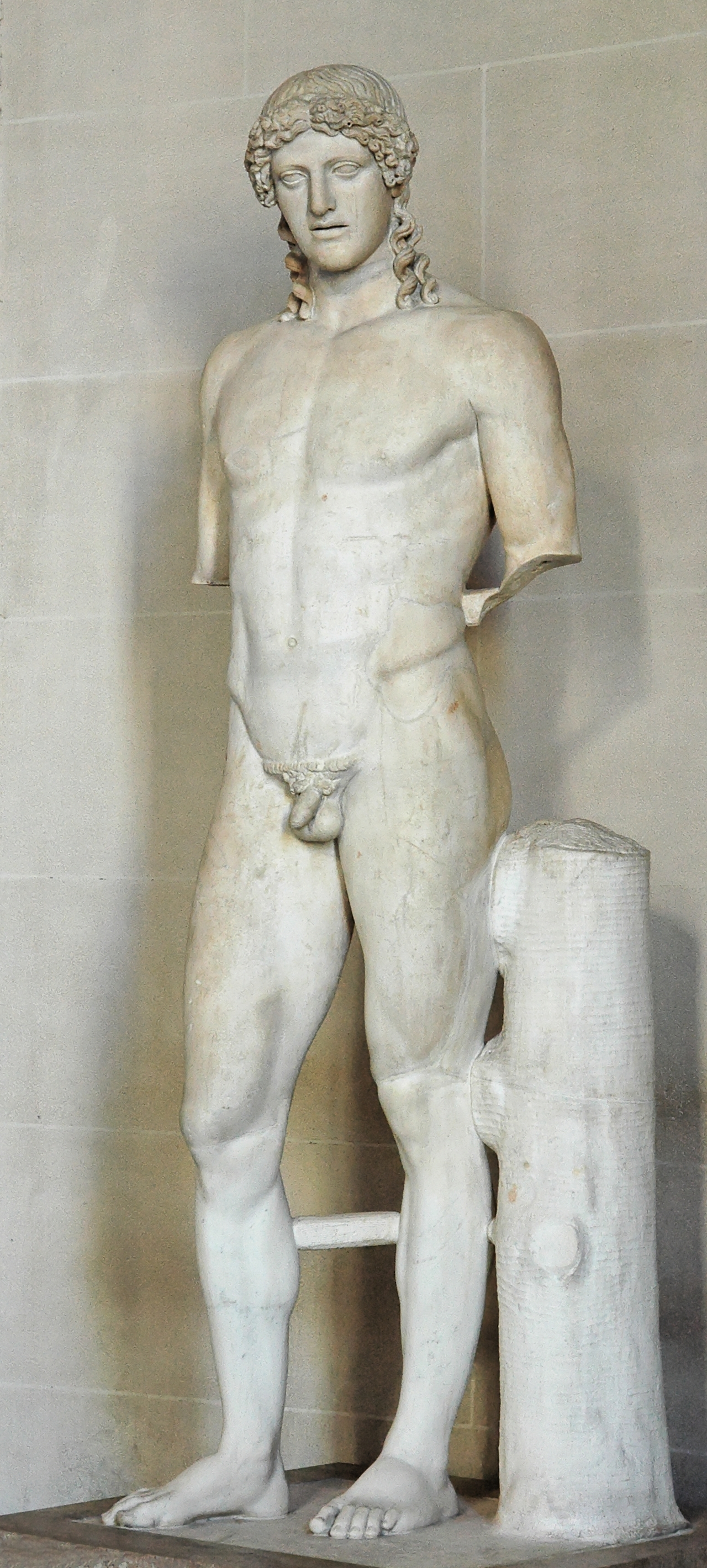
Římská socha Apollona kasselského typu vycházejícího pravděpodobně z Feidiovy sochy Apollona Parnopia. Počátek 2. století, Musée de Louvre

### Apollón Parnopios
Bronzová socha Apollóna Parnopia, hubitele kobylek, stávala na athénské Akropoli. Její podobu známe z četných římských kopií. Bylo to dílo postavené nikoli jednotlivcem, ale obcí. Podle podoby sochy usuzujeme, že se jednalo o práci Feidiova mládí.
Apollón byl pro Řeky ztělesněním kalokagathie - myšlenky o jednotném a harmonickém rozvoji těla i ducha, a tím i ztělesněním ideálního občana městského státu. Snoubí se v něm zdatnost bojovníka a moudrost pěvce, věštce. Tak byli zobrazování i významní občané na náhrobcích či vítězové her a často nelze určit jedná li se o sochu boha, či člověka. Zde je však záměna vyloučena.
Bůh stojí klidně, v poněkud starobylém postoji s mírným nakročením. V levici má luk a v pravici asi olivovou ratolest. Jeho obličej je taktéž starobyle přísný a hranatý a detaily anatomie těla jsou ostře znázorněny. V této soše se Feidiás projevil spíše jako tradicionalista.

### Anakreón
Anakreón je dochovaná součást sousoší básníka Anakreónta a stratéga Xanthippa, Periklova otce. Její podoba se zachovala v římských kopiích. Básník Anakreón byl hostem na dvoře tyrana Peisistrata a jeho synů a jeho průvody a pitky, které tehdy bavily celé město, se staly součástí lidové tradice. Na keramických nádobách nalézáme zobrazení bujarých průvodů mužů ve směšném odění a s číšemi vína v rukou, které vede stařec s pleší, zahnutým nosem s potácivou chůzí. Básník Anakreón je na nich zobrazován spíše jako satyr, nebo kentaur - s osobními rysy. V lidovém podání se tedy jeho podoba vymyká představě občanského ideálu.
Feidiova socha naproti tomu tento ideál zachovává. Básník je v pevném postoji s mírně nakročenou levou nohou. Má atletické tělo hrdiny, jehož nahota je zdůrazněna přehozeným krátkým pláštíkem. Také jeho obličej, lemován bohatým vousem i vlasem, nemá známky stárnutí a je zbaven všech osobních rysů. Pozdvižená a zakloněná hlava prozrazuje okamžik inspirace před uměleckým výkonem a navozuje silný dojem písně a básnického nadšení. Z lidového písničkáře se ve Feidiově díle stává básník obce. Sousoší bylo zřejmě Periklovou osobní zakázkou vhodnou k věnování na Akropol.

### Athéna Promachos a Athéna Lémnia

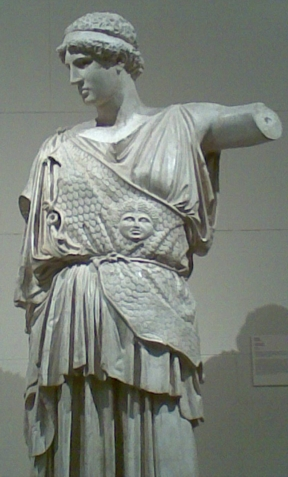
Torzo římské kopie sochy Athéna Lémnia

Potom, co Feidiás vytvořil pro Perikla sousoší Xanthippa a Anakreónta (viz výše), pověřil Perikles sochaře vytvořením dvou bronzových soch Athény pro Akropoli.
O první z nich nemáme mnoho informací. Byla věnováním celé obce jako dík za vítězství v řecko-perských válkách a stála 500 000 drachem. Tento 9m kolos byl dokončen ještě před polovinou století. Stávala na začátku akropolské plošiny. Dodnes můžeme pozorovat zářez pro její podstavec. Bohyně byla vyobrazena v plné zbroji, proto se jí říkalo Athéna Enhoplos a později Promachos - bojovnice. Ztělesňujíc nezdolnost města a jeho moc, stála na stráži nad svým městem a hrot jejího kopí, blyště se na slunci, byl viditelný zdaleka. Štít bohyně byl později vyzdoben reliéfy znázorňujícími boj s kentaury, jejichž návrh vytvořil Parrhasios, syn sochaře Euenora.
Socha byla později odvezena do Konstantinopole, kde stála až do doby křížových výprav. Potom ji obyvatelstvo města rozbilo, neboť se domnívalo, že svýma vztaženýma rukama křižáky od západu přitahuje.
O druhé soše Athény jsme informování lépe. Byla věnována občany Athén, kteří bydleli na ostrově Lémnu. Proto se jí říkalo Athéna Lémnia. Také se jí říkalo „překrásná“, což dokladují některé dochované římské kopie. Stojí na pravé noze a levou má lehce nakročenou stranou. Lehce schýlená hlava pootočená doprava zřejmě hleděla na pravou ruku, ve které pravděpodobně držela přilbu. Má krátké chlapecké vlnité vlasy stažené stuhou. Na podlouhlém obličeji s pevnými rty, plastickými tvářemi a povystouplou bradou jsou ostře zdůrazněny nadočnicové oblouky a nosní hřbet. Volná vazba obličejových části jde na vrub tradičnímu zobrazení. I drapérie působí starobyle se svými záhyby připomínajícími žlábkování sloupu. Tato socha měla vysloveně mírový charakter, snad díky uzavření míru s Peršany r. 449. Feidiás byl na toto dílo velmi hrdý, neboť se podepsal nikoli na podstavec, ale přímo na sochu.

### Eleusinský reliéf

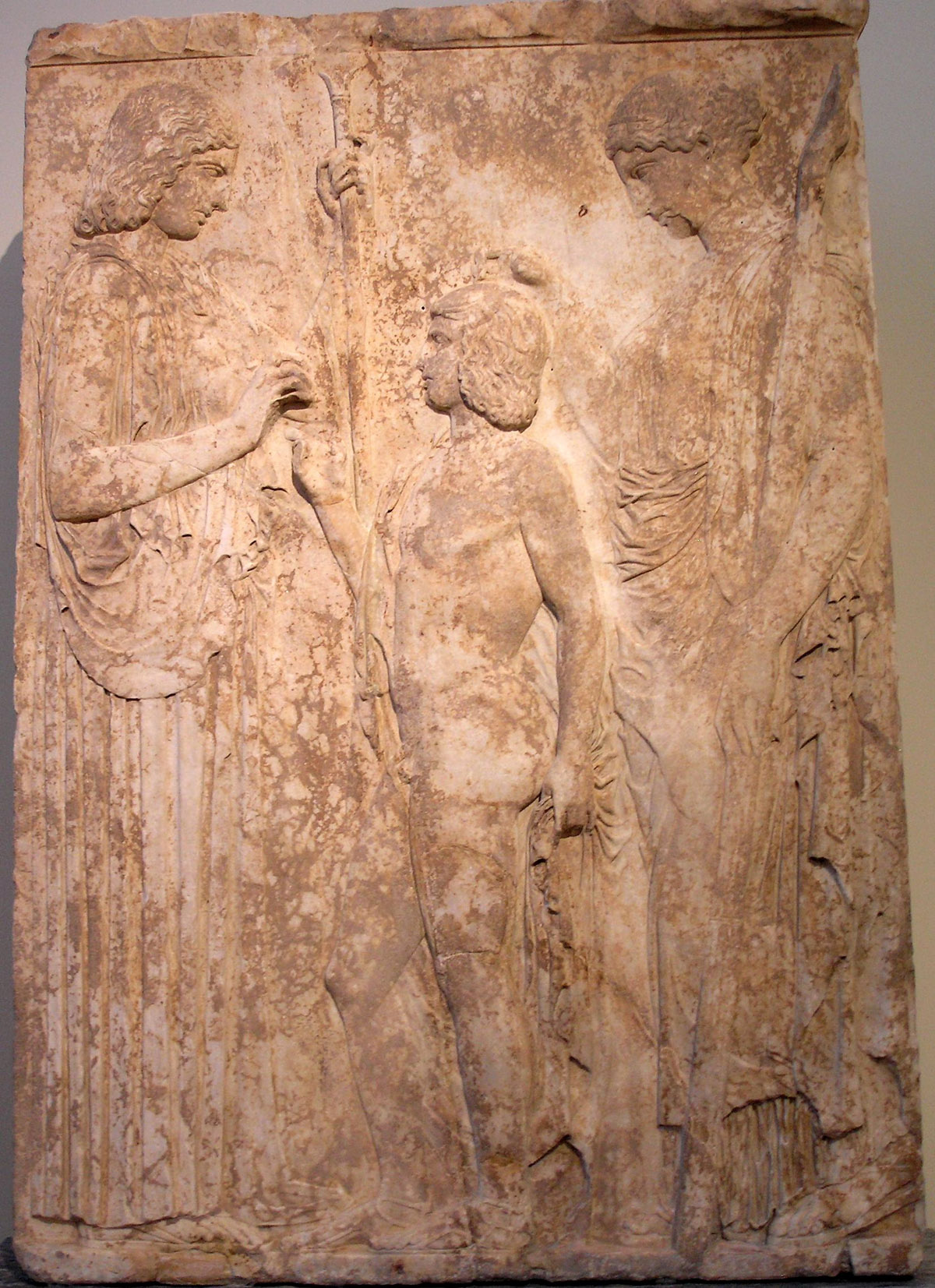
Triptolemos stojící mezi Démétér a Persefone, Národní archeologické muzeum v Athénách

Chrám Telesterion v Eleusině, kde se konala Eleusinská mysteria, obřad, kterého se jednotlivec mohl účastnit až po zasvěcení, měl být pravděpodobně opraven dříve, než se tak stalo (436-431 př. n. l.), ale jeho oprava byla pozdržena stavbami na Akropoli. Doklad o tom byl nalezen v hlavní svatyni - kultovní reliéf, který má blízkou podobnost ve Feidiových sochách, nebo výzdobě Parthenonu. Vznikl ve Feidiově díle a jeho účast minimálně na výchozím návrhu je jistá.
Znázorňuje tři postavy v mělkém reliéfu: nahého chlapce - Triptolema, syna mytického vladaře Eleusíny, bohyni Démétér a Persefone, její dceru. Triptolémos vztahuje ruce k Démétér a ta mu podává obilné klasy, Persefone klade mladému hrdinovi na hlavu věnec (původně z bronzu). Výjev znázorňuje vznik rolnictví, kdy Triptolémos dostal od bohyň klasy a naučil lidstvo pěstovat obilí. Takto proklamované prvenství Attiky v tak závažně věci se Periklés pokusil politicky využít k požadavku na ostatní řecké obce o drobný poplatek Eleusíně, ale kromě případu „spojenců“ byl oslyšen.

### Athéna Parthenos

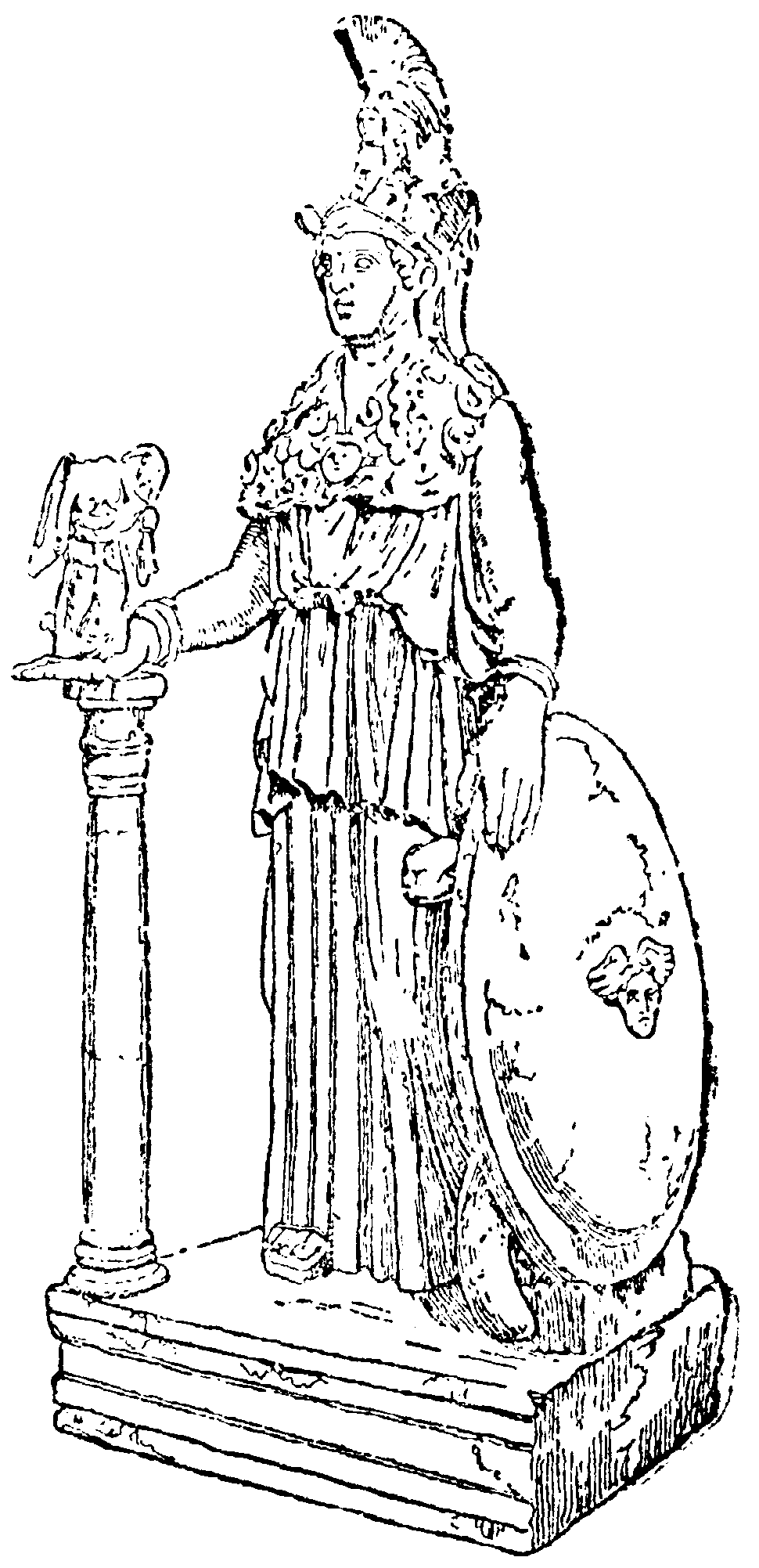
Kresba sochy

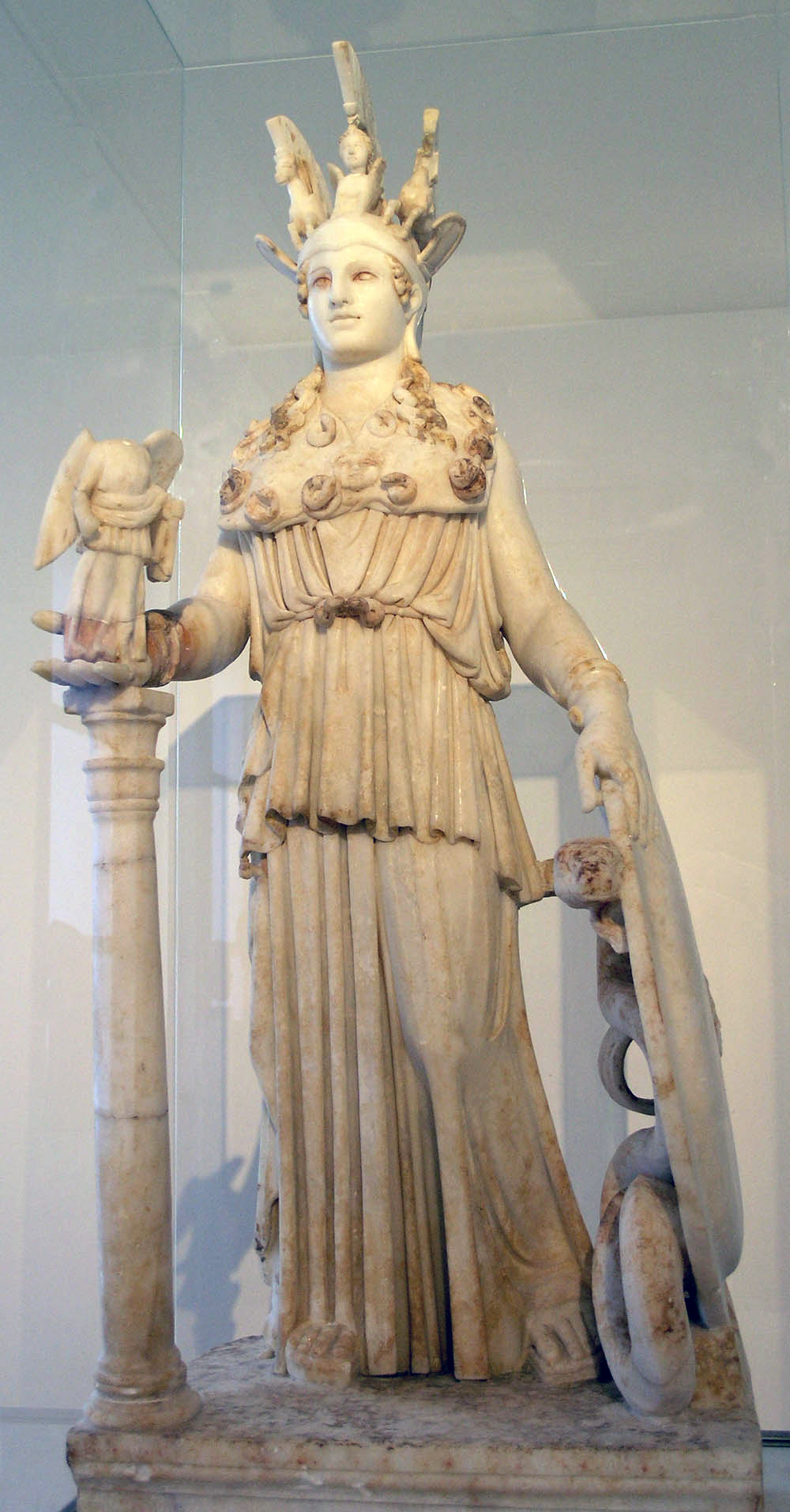
Athéna Parthenos, nejlepší existující římská kopie, Národní archeologické museum v Athénách

Chryselefantinová socha bohyně Athény zvaná Parthenos - Panenská byla vytvořena pro hlavní Athénský chrám Parthenon a tento chrám byl vytvořen pro sochu. Práce na obou dílech probíhala ve stejném období a Feidiás přizpůsoboval podobu obou děl tak, aby byla v harmonickém vztahu. Feidiás měl při práci na soše za sebou již několik podobných výtvorů a čerpal tak z těchto zkušeností. Socha představovala značnou materiální hodnotu. Byly na ní použity 44 talenty čistého zlata (mělo cenu 616 talentů stříbra) a bylo odnímatelné, takže si je obec v dobách nouze mohla půjčovat. Také cena slonoviny a jiných materiálů nebyla zanedbatelná. Později k soše přibyly ještě 4 sochy bohyně vítězství Niké.
Tato socha se těšila velké úctě a řemeslníci jí rádi zobrazovali na různých uměleckých výrobcích jako jsou šperky, medailóny lamp nebo i malé sošky na náhrobcích. Hojně se kopírovala již v helénistické době a tento trend vydržel i přes dobu římskou. Jsou to však kopie více či méně volné.
Athéna Parthenos snese srovnání s pozdějším a slavnějším Feidiovým dílem - sochou Dia v Olympii. Byla 12 metrů vysoká. Stála na pravé noze s levou nohou lehce ukročenou. Oblečena byla v řasnatý peplos s přehozenou aigidou. Měla vážnou velebnou tvář s plnými tvářemi a bohaté vlasy. Na hlavě měla posazenou attickou přilbu s pozdviženými nálícnicemi a chocholem. Levou rukou přidržovala kopí a štít, u kterého se plazil had, a v pravé, opřené o sloupek stála bohyně Niké a vztahovala k ní věnec.
Na mnoha místech byla socha vyzdobena drobnějšími prvky, které však měly hluboký význam. Připojená bohyně Niké znamenala vítězství nejen pro Athénu, ale i její město. Sfinga, která nesla chochol přilby, a pegasové po jejích stranách odkazovali na staré báje. Sova - posvátný Athénin pták také nesměl na přilbě chybět. Aigis, kterou měla Athéna přehozenu přes sebe, je vlastně původně kůže kozy Amaltheie, živitelky malého Dia, a poskytuje ochranu jako krunýř. Athéně ji jako své nejmilejší dceři zapůjčil sám Zeus. K ní byl přidán ještě gorgoneion - uťatá hlava nestvůry Gorgó s hadími vlasy. Kdo na ní pohleděl, tak zkameněl. Na zevní straně štítu uprostřed byl ještě jeden gorgoneion.
Had plazící se u štítu připomínal hrdinu Erichthonia s hadíma nohama a budoucího vládce Athén. Pocházel z Héfaista, když ten, chtěje s Athénou násilím počít dítě, skropil svým semenem zemi, protože se mu panenská bohyně vysmekla. Ve chvíli, kdy semeno dopadlo na zem, povstal z něj Erichthonios a Athéna se jej ujala. Také mytický vládce Athén Kekrops měl hadí nohy. Hadí podoba je příznačná pro božstva pocházející ze země a potažmo symbol praobyvatel, kteří „odnikud nepřišli“, což o sobě prohlašovali Athéňané.
Mnohé náměty ve výzdobě sochy se opakovaly i ve výzdobě Parthenonu. Reliéf na podstavci sochy znázorňoval stvoření Pandory. Jemu přihlíží dvacet dalších bohů. To byl významný okamžik lidských i vesmírných dějin. Je to zdůrazněno postavou slunce Hélia, jak se vynořuje z vln, a na druhé straně bohyní měsíce Seléné, jak do vln zapadá. Tento okamžik se objevuje na Parthenónu ještě několikrát a má charakter Feidiova podpisu. Také připomíná jeho přátelství s filosofem Anaxagorem a ohlas jeho filosofie.
Na vnější straně štítu byl zobrazen boj Řeků a amazonek - připomínka řeckého vítězství na Peršany, kteří, tak jako amazonky, přišli z východu. V postavě Thésea a Daidala Feidiás v rozporu s tehdejší odosobněností v zobrazeních hrdinů a lidí zobrazil Periklovu a svoji podobu. Periklés - Théseus je zobrazen s rukama pozdviženýma přes tvář, aby byly osobní rysy částečně zakryty. Zato Daidalova charakteristika je výrazná - energická tvář se silnou čelistí a mohutná lebka bez vlasů. Takový autoportrét najdeme i ve výzdobě Parthenónu, a to v karikující (kentaur) i oslavné (velitel jízdy) podobě. Na vnitřním štítu sochy byla malovaná gigantomachie - souboj bohů s giganty. Bohové vítězným bojem s giganty uhájili vesmírný řád a vládu nad světem. Gigantomachie je postavena do vzájemné paralely s amazonmachií a potažmo s vítězstvím Řeků v řecko-perských válkách. Výjev gigantomachie byl malířským dílem Feidiovým, i když jindy Feidiás používal služeb malířů-specialistů. Umělec využil okrouhlý štít k zobrazení nebeské klenby potápějící se do okeánu, kde se mezi vynořujícím se Héliem a potápějící se Selénou odehrává vítězný boj bohů s giganty. Zeus drtí giganty bleskem a i Athéna, které Niké podává věnec, dosáhla vítězství.
Sloupek, o který Athéna Parthenos opírala svoji pravici, svědčí podle kopií o Feidiově novátorství v architektuře, neboť je zakončen korintskou hlavicí, která se ve stavitelství pravidelně objevuje až později.
V celku působila socha kontrastem nahých částí ze slonoviny, kolorováním a září použitého zlata. Její impozantní rozměry byly naplněny oduševnělou vznešeností, kterou jí dodalo Feidiovo umění. Představuje rozvinutí typu kultovní sochy bohyně, jak jej známe již z archaického období.